# Masaru Katsumi
Masaru Katsumi (1909-1983) est un critique d'art graphique et journaliste japonais principalement connu pour avoir dirigé la création graphique des pictogrammes des Jeux olympiques d'été de Tokyo de 1964.

## Biographie
Masaru Katsumi est tout d'abord un journaliste. Les articles qu'il écrit pour le Industrial Art News de 1948 à 1949 en font un promoteur du design graphique européen. Au début des années 1950, il est le fondateur de plusieurs écoles de design graphique japonaise. En 1954 il fonde le Club des sciences du graphisme et organise l'exposition Gropius et le Bauhaus au musée national d'Art moderne de Tokyo. En 1959, il publie Good Design et lance la revue Graphic Designafin de faire connaître les maîtres européens et leurs enseignements. Cette année là il déclare également sa préférence pour les constructivistes et le graphisme professionnel plutôt que l'art commercial. C'est-à-dire qu'il préférait les arts graphiques étroitement liés à l'imprimerie aux affiches commerciales peintes comme celles de Raymond Savignac par exemple. Bien qu'admiratif du modernisme occidental, il se montre critique à l'égard du design japoniste occidental qui incarne selon lui une image fausse et culturellement orientée du design japonais. En effet, dans les années 1940, Charlotte Perriand s'était rendue au Japon où elle avait prodigué ses conseils en matière de design au marché de l'export, dans un contexte où le bambou est à la mode en occident et le fait par exemple de combiner du bambou avec du métal était une idée complètement absconse pour Masaru Katsumi.

### Les jeux olympiques de 1964

#### Genèse
En 1960 se tient la World Design Conference (WoDeCo) de Tokyo. Cet événement rend visible le Japon dans le design international et de nombreux designers célèbres s'y rendent, comme Herbert Bayer et Josef Müller-Brockmann. Mais surtout on y trouve Yūsaku Kamekura. Ce dernier fait part de son intérêt pour l'étude des formes graphiques japonaises katachi (formes, motifs) dont il propose une approche systématique afin d'en comprendre le sens profond, ce qui intéresse fortement la communauté internationale. Yūsaku Kamekura s'intéresse en particulier aux mon et Masaru Katsumi aussi. Ils remarquent tous deux que ces symboles étaient le fruit d'un travail collectif et non du travail d'un seul designer et surtout, que ces symboles étaient tous aisément reconnaissables.

#### Un travail d'équipe
En mai 1959, Tokyo est désignée pour les jeux de 1964. Masaru Katsumi se trouve alors à la tête d'une équipe composé de Hiromu Hara, Yūsaku Kamekura, Takashi Kōno et Ikko Tanaka. C'est la première fois que des jeux olympiques ont lieu dans un pays asiatique et cela représente donc un enjeu de taille. Car le japonais était très peu familier aux visiteurs étrangers tant par sa langue que son écriture et puisque 90 pays étaient représentés, il était inenvisageable de donner les indications dans 90 langues. Katsumi voyait dans les pictogrammes les successeurs des mon qu'il considérait comme « le plus parfait langage visuel au monde » et par conséquent son équipe ambitionne un système visuel dans la lignée de l'isotype qui soit facile à comprendre. Les pictogrammes ainsi créés sont une réussite complète et deviennent un standard pour les événements internationaux postérieurs à travers le monde.
Fort de son succès, Masaru Katsumi dirige par la suite la conception des pictogrammes de l'Exposition universelle de 1970 et les jeux olympiques d'hiver de 1972.

### Note
1. ↑  La revue Graphic Design est l'une des seules revues de graphisme au Japon à avoir un contenu et une distribution internationaux, elle disparaît en 1986[2].